# Iriao
La Ethno-Jazz Band Iriao, conosciuti semplicemente come Iriao (in lingua georgiana: ირიაო), sono un gruppo jazz ed ethno folk georgiano formatosi nel 2013.
Hanno rappresentato la Georgia all'Eurovision Song Contest 2018 con il brano Sheni gulistvis, non riuscendo a qualificarsi per la serata finale.

## Carriera
Il gruppo salì alla ribalta nel 2013, grazie alla sua peculiarità di fondere il jazz con la musica etnica georgiana, scelta stilistica creata dal frontman del gruppo David Malazonia attivo nel campo musicale sin dagli anni 80, tra Germania e Georgia per produzioni sia musicali che teatrali.
Nel 2014, si sono esibiti al Borneo Jazz Festival in Malaysia, insieme ad altri cantanti jazz come il britannico Anthony Strong.
Il 31 dicembre 2017 l'ente televisivo georgiano GPB ha comunicato di aver selezionato il gruppo come rappresentante della Georgia all'Eurovision Song Contest 2018, a Lisbona. Il brano con cui rappresenteranno la Georgia all'Eurovision Song Contest, Sheni gulistvis, è stato rilasciato il 13 marzo 2018.
Il gruppo si è esibito nella seconda semifinale della manifestazione, mancando la qualificazione alla finale, classificandosi diciottesimo con 24 punti.

## Formazione
- David Malazonia (დავით მალაზონია) – voce (2013 – presente)
- George Abashidze (გიორგი აბაშიძე) – voce (2013 – presente)
- Mikheil Javakhishvili (მიხეილ ჯავახიშვილი) – voce (2013 – presente)
- Bidzina Murgulia (ბიძინა მურღულია) – voce (2013 – presente)
- Nugzar Kavtaradze (ნუგზარ ქავთარაძე) – polistrumentista (2013 – presente)
- Levan Abshilava (ლევან აბშილავა) – batteria, percussioni (2013 – presente)
- Shalva Gelekva (შალვა გელეკვა) – basso (2013 – presente)

## Discografia

### Singoli
- 2018 - Sheni gulistvis